# Памплико (Јужна Каролина)
Памплико (енгл. Pamplico) град је у америчкој савезној држави Јужна Каролина.

## Демографија
По попису из 2010. године број становника је 1.226, што је 87 (7,6%) становника више него 2000. године.
| Група             | 2000.       | 2010.       |
| Белци             | 513 (45,0%) | 491 (40,0%) |
| Афроамериканци    | 598 (52,5%) | 683 (55,7%) |
| Азијати           | 1 (0,1%)    | 2 (0,2%)    |
| Хиспаноамериканци | 17 (1,5%)   | 43 (3,5%)   |
| Укупно            | 1.139       | 1.226       |